# Monte Hodson
El Monte Hodson es un estratovolcán activo cubierto de hielo, que con 915 m s. n. m. (según el Servicio de Hidrografía Naval de Argentina) o 1005 m s. n. m. (según otras fuentes) el punto más alto en la Isla Visokoi del archipiélago Marqués de Traverse de las  islas Sandwich del Sur. Puede ser que haya entrado en erupción en 1830 y 1930.
Su cima siempre está cubierta de nieves o vapor. En algunas épocas se ha reportado actividad volcánica, aunque generalmente la isla se encuentra cubierta de hielos con ventisqueros que descienden al mar.
La isla y su cumbre fueron descubiertas en 1819 por una expedición rusa bajo las órdenes de Fabian Gottlieb von Bellingshausen, que bautizó a la isla como Visokoi (alto) a causa de su llamativa altura. El pico fue bautizado más tarde, con un nombre del gobernador colonial británico de las islas Malvinas y Dependencias entre 1926 y 1930, Arnold Wienholt Hodson.
La isla nunca fue habitada ni ocupada, y como el resto de las Sandwich del Sur es reclamada por el Reino Unido que la hace parte del territorio británico de ultramar de las Islas Georgias del Sur y Sandwich del Sur, y por la República Argentina, que la hace parte del departamento Islas del Atlántico Sur dentro de la provincia de Tierra del Fuego, Antártida e Islas del Atlántico Sur.